# Le Vieil Homme près du pont
Le Vieil Homme près du pont (Old Man at the Bridge) est une courte nouvelle d'Ernest Hemingway, parue dans le magazine Ken en mai 1938, et reprise la même année dans le recueil The Fifth Column and the First Forty-Nine Stories chez Scribner, à New York.
En France, la nouvelle, traduite par Marcel Duhamel, paraît dans le recueil Les Neiges du Kilimandjaro aux éditions Gallimard en 1958.

## Résumé
Pendant la guerre civile espagnole, des civils fuient l'artillerie du front fasciste. Le narrateur est un officier qui combat dans le camp adverse des républicains espagnols. Selon ses propres dires, il est chargé de la sécurité d'un pont de fortune que doivent traverser les réfugiés. Dans les faits, il doit surtout observer les mouvements de l'ennemi, bien qu'officiellement il soit responsable de l'évacuation des civils au nom du gouvernement républicain. 
Dès la première phrase de la nouvelle, le narrateur voit un vieil homme, couvert de poussière, assis près du pont. Il amorce une conversation avec lui. Le vieux lui révèle qu'il vient de son village natal de San Carlos qu'il a été le dernier à quitter. Et maintenant, il ne peut aller plus loin ; il est trop fatigué pour continuer et s'inquiète de ses animaux qu'il a abandonnés sur sa petite ferme. L'officier tente de le rassurer sur le sort des animaux et de le convaincre de traverser le pont pour se mettre en sécurité avant l'arrivée des troupes ennemies. Dans un dernier sursaut d'énergie, le vieux se met debout, oscille de droite et de gauche, puis se rassoit dans la poussière. Par ce dimanche de Pâques au ciel gris, le narrateur doit se résoudre à laisser le vieil homme derrière lui, seul, malgré l'imminence du danger